# ソロモンの指輪
ソロモンの指輪（ソロモンのゆびわ）は、偽典のひとつとされる『ソロモンの遺訓』（『ソロモンの聖約』）に記された、ヤハウェの命を受けた大天使ミカエルよりソロモン王に授けられた指輪である。
ソロモンの指輪は真鍮と鉄でできており、様々な悪霊を使役する権威を与えると伝えられている。

## 概要
エルサレムで建設中の神殿が思うように進まず、困り果てたソロモン王は、モリヤ山の高く突き出た岩に登り、神であるヤハウェに祈った。すると突然、まばゆい光と共にエメラルドの翼を持つ大天使ミカエルが現れ、黄金に輝く指輪を差し出して言った。
受け取るがよい、王にしてダビデの子なるソロモンよ。主なる神、いと高きゼバオト（万軍の主）が汝にくだされた賜物を。これによって、汝は地上の悪霊を男女とともにことごとく封じるであろう。またこれの助けによって、汝はエルサレムを建てあげるであろう。だが、汝はこの神の印章を常に身に帯びねばならぬぞ
その後、ソロモン王は指輪の力により、多数の天使や悪魔を使役し神殿を建築した。良き魔神（天使）を使役する場合は真鍮の部位を、悪き魔神（悪魔）を使役する場合は鉄の部位を投げ当て、呪文を唱えるといかなる魔神も強制的に従わせた。
しかし、後の時代の『レメゲトン』にあるような、悪霊を使役したとするような記載は旧約聖書正典には見られない。
なおゼバオト（Sabaoth、Zebaot、Zebaothなどと綴る）は「軍勢の長」といった意味で、ヘブライ語経典でヤハウェの異称としてしばしば用いられる。

## その他
動物行動学者のコンラート・ローレンツは、この指輪を使えば動物の話がわかるとの伝説から、それがなくても、多少なら動物の気持ちがわかるのだ、として同名の本 (King Solomon's Ring (book)) を書いた。